# 元和中興

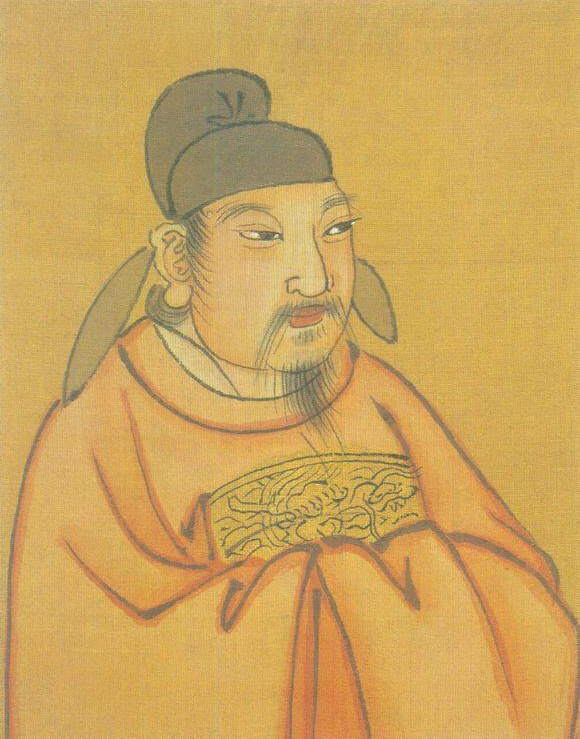
唐宪宗

元和中興（805－820年），是指唐朝中唐时，唐憲宗在位時因治國有方，國家政治一度回到正軌的時代，視為中興之局。由於憲宗在位15年，是用元和為其在位期間之年號，因而得名。

## 背景
自安史之亂以後，唐朝出現藩鎮割據的問題，部份地方節度使擁兵自重，自成一國，影響中央政府對地方的控制，削弱了中央的統治力量。當中特別以河朔三鎮最為跋扈。德宗在位時，有鑑於中央兵力不足，故對藩鎮採取姑息政策，但流弊漸生。憲宗在永貞內禪繼承父親順宗而即位後，決心“以法度裁制藩鎮”，著意用兵對付強大的外藩，並取得一定的成果。

## 中興內容
- 憲宗納宰相杜黃裳之議，征伐不服之藩鎮。
- 元和元年（806年），先以高崇文討平劍南西川節度使劉闢，旗開得勝。
- 元和八年（813年），魏博節度使田季安死，其堂叔田興受鎮兵擁護掌權，中央任命為節度使，遂歸順中央，賜名田弘正。
- 元和九年（814年），淮西節度使吳少陽死，其子吳元濟割據申、光、蔡三州，憲宗發兵近九萬人進討，久戰無功。元和十二年（817年），任命宰相裴度為淮西宣慰處置使，負責統帥全軍。憲宗派李愬討平淮西鎮節度使吳元濟，申、光二州守軍亦降。後横海节度使程权奏请入朝为官，朝廷收復滄、景（治今河北景縣東北）二州。
- 幽州（今北京）劉總上表請歸順。成德鎮上表自新，獻德、棣（今山東惠民東南）二州。
- 眨昭義節度使盧從史為驩州司馬。
- 元和十四年（819年）二月，劉悟殺節度使李師道降唐。淄青李师道亦平，收復淄青十二州。成德王承宗、盧龍劉總相繼自請離鎮入朝，藩鎮割據的局面暫告結束。
- 元和十五年（820年），成德鎮王承宗病死後，其弟王承元上表歸降。

自廣德（代宗）以來“垂六十年，藩鎮跋扈河南北三十馀州，自除官吏，不供貢賦，至是盡遵朝廷約束。”史稱「元和中興」。元和十五年（820年）正月，宦官内常侍陈弘志和王守澄合谋毒死宪宗，憲宗死，穆宗繼位，因处置藩镇不当，激起卢龙军朱克融的兵变，田弘正（時領成德軍）被部將王廷凑所殺，弘正子田布領魏博軍時，亦為部將史憲誠所害。河朔三鎮復叛。